# Zhang Ningning
Zhang Ningning, (張寧寧) (Shenyang, 1987), è una modella cinese, eletta nel Miss Universo Cina 2007.
In seguito ha partecipato al concorso Miss Universo 2007, concorso svolto il 28 maggio a Città del Messico. Pur non riuscendo ad entrare a far parte della rosa delle quindici finaliste del concorso, Zhang Ningning ha vinto il titolo di Miss Congeniality.